# Condado de Livingston (Kentucky)
El condado de Livingston (en inglés: Livingston County), fundado en 1799, es uno de 120 condados del estado estadounidense de Kentucky. En el año 2000, el condado tenía una población de 26,573 habitantes y una densidad poblacional de 12 personas por km². La sede del condado es Smithland.

## Geografía
Según la Oficina del Censo, el condado tiene un área total de 886 km² (342,1 mi²), de la cual 818 km² (315,8 mi²) es tierra y 67 km² (25,9 mi²) (7.63%) es agua.

### Condados adyacentes
- Condado de Hardin (norte)
- Condado de Crittenden (noreste)
- Condado de Lyon (sureste)
- Condado de Marshall (sur)
- Condado de McCracken (suroeste)
- Condado de Massac (oeste)
- Condado de Pope (noroeste)

## Demografía
Según la Oficina del Censo en 2000, los ingresos medios por hogar en el condado eran de $31,776, y los ingresos medios por familia eran $39,486. Los hombres tenían unos ingresos medios de $33,633 frente a los $19,617 para las mujeres. La renta per cápita para el condado era de $17,072. Alrededor del 10.30% de la población estaban por debajo del umbral de pobreza.

## Localidades
| - Carrsville - Grand Rivers - Lake City - Lola - Joy - Tiline - Hampton - Salem - Smithland - Ledbetter - Burna |